# Albert Lortzing
Gustav Albert Lortzing (23. října 1801, Berlín – 21. ledna 1851, tamtéž) byl německý hudební skladatel, dirigent, herec a pěvec. Je považován za hlavního reprezentanta německého operního žánru singspiel, podobného francouzské Opéra comique. Jeho hlavními operními díly jsou dodnes uváděné opery Car a tesař (Zar und Zimmermann, 1837) a Pytlák (Der Wildschütz, 1842).

## Život
Lortzing se narodil v Berlíně Johannu Gottliebu Lortzingovi a jeho ženě Charlotte Sophii. Rodiče opustili svůj obchod s kůží a putovali po Německu jako kočovní herci. Po založení berlínské divadelní společnost Urania zaměnili svou nejprve amatérskou zálibu za trvalé zaměstnání. Mladý Lortzing se poprvé objevil na jevišti ve 12 letech ve Freiburgu, když během přestávky bavil obecenstvo komickými básněmi. Od roku 1817 byla Lortzingova rodina součástí souboru Josefa Derossiho z Porýní. Vystupovali na jevištích Bonnu, Düsseldorfu, Barmenu a Cáchách. Albert Lortzing hrál role mladého milence, venkovského mládence a bonvivána a se stal oblíbencem obecenstva. Občas i zpíval menší tenorové a barytonové role. Nezbytné hudební a kompoziční vzdělání získal jako žák berlínského skladatele, hudebního pedagoga a ředitele Pěvecké akademie Carla Friedricha Rungenhagena, v jehož sboru také jako tenor zpíval.
30. ledna 1824 se oženil s herečkou Rosinou Ahlesovou, s níž postupně zplodil 11 dětí. Od konce roku oba působili v divadle Hoftheater v Detmoldu, které zajíždělo do Münsteru a Osnabrücku. Připojil se k Svobodným zednářům, což bylo v této době jisté útočiště v Metternichově policejním státu. V Detmoldu zkomponoval oratorium Die Himmelfahrt Christi (Nanebevstoupení Krista), které mělo premiéru v Münsteru. Podle očekávání si vysloužil odsudek münsterského regionálního prezidenta, který prohlásil, že Lortzing jako skladatel je zcela bezvýznamný.
Rovněž zkomponoval scénickou hudbu pro drama Christiana Dietricha Grabbeho: Don Juan und Faust, ve kterém sám hrál roli Dona Juana a jeho manželka Donu Annu. Anonymní recenzent ve Frankfurtu mylně pochválil Lortzinga za vynikající text. Skutečný autor dramatu sice zuřil, ale aférka se stala pro představení dobrou reklamou.

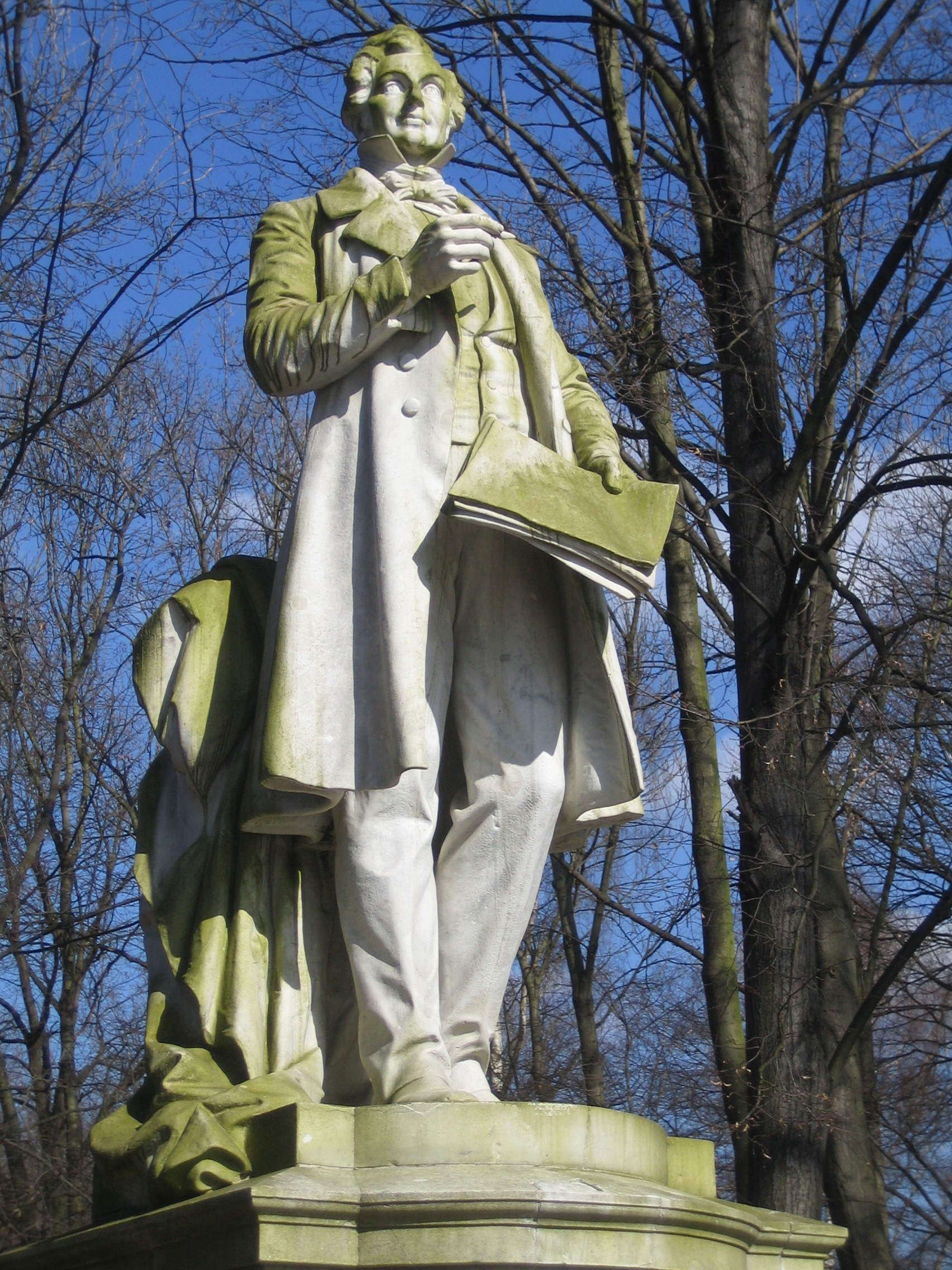
Lortzingova socha v Berlíně od Gustava Eberleina

3. listopadu 1833 mladý Lortzing debutoval v Městském divadle v Lipsku. Jeho rodiče byli členy společnosti Friedricha Sebalda Ringel Hardta již od roku 1832. Stal se také členem uměleckého klubu Tunnel unter der Pleisse" (Tunel pod Pleiße) a zednářské lóže Balduin zur Linde. Lortzing měl v Lipsku značný úspěch, zejména pak v komediích Johanna Nestroye. Pro svůj sklon improvizovat a odchylovat se od schváleného textu měl časté problémy s divadelní policií.
Problémy s cenzurou měla i jeho první komická opera Car a tesař. Premiéra se konala v Lipsku 22. prosince 1837. Lortzing sám zpíval roli Petra Ivanova a neměla při premiéře velký úspěch. Na ten si musela počkat až na představení v Berlíně v roce 1839.
V roce 1844 se stal kapelníkem Městského divadla v Lipsku. Po neshodách s vedením divadla byl v dubnu 1845 propuštěn ze „zdravotních“ důvodů. Po protestech publika se sice načas vrátil, ale zanedlouho byl propuštěn znovu. Podle otevřeného dopisu, který podepsala většina členů divadla byl hlavním důvodem odpor vůči nařízením městské rady.
V letech 1846–1848 byl Lortzing kapelníkem v Theater an der Wien ve Vídni. V revolučním roce 1848 napsal libreto i hudbu k politické opeře Regina, pojmenované podle své ženy. Jeho poslední celovečerní operou byla v roce 1849 pohádková satira na pruský vojenský stát nazvaná Rolands Knappen. Opakovaně v ní klade otázku: Und das soll eine Weltordnung sein? (A to má být světový řád.)
V roce 1848 byl funkce kapelníka opět zbaven a musel se vrátit k práci kočujícího herce aby uživil svou početnou rodinu. Nakonec se v roce 1850 stal kapelníkem v nově otevřeném Městském divadle Friedricha Wilhelma v Berlíně.
Pracoval pod obrovským stresem, neboť byl velice zadlužen. 20. ledna 1851, po představení své hudební komedie Die Opernprobe, utrpěl záchvat mrtvice a bez lékařské pomoci následujícího dne ráno zemřel. Pohřbu se zúčastnila řada hvězd tehdejšího hudebního života. Divadelní kolegové ozdobili rakev v barvách černé, červené a zlaté, což byly barvy po roce 1848 zakázané. Na podporu zchudlé rodiny byla později vypsána veřejná sbírka. Na počest skladatel byla postavena socha v berlínské Tiergarten.

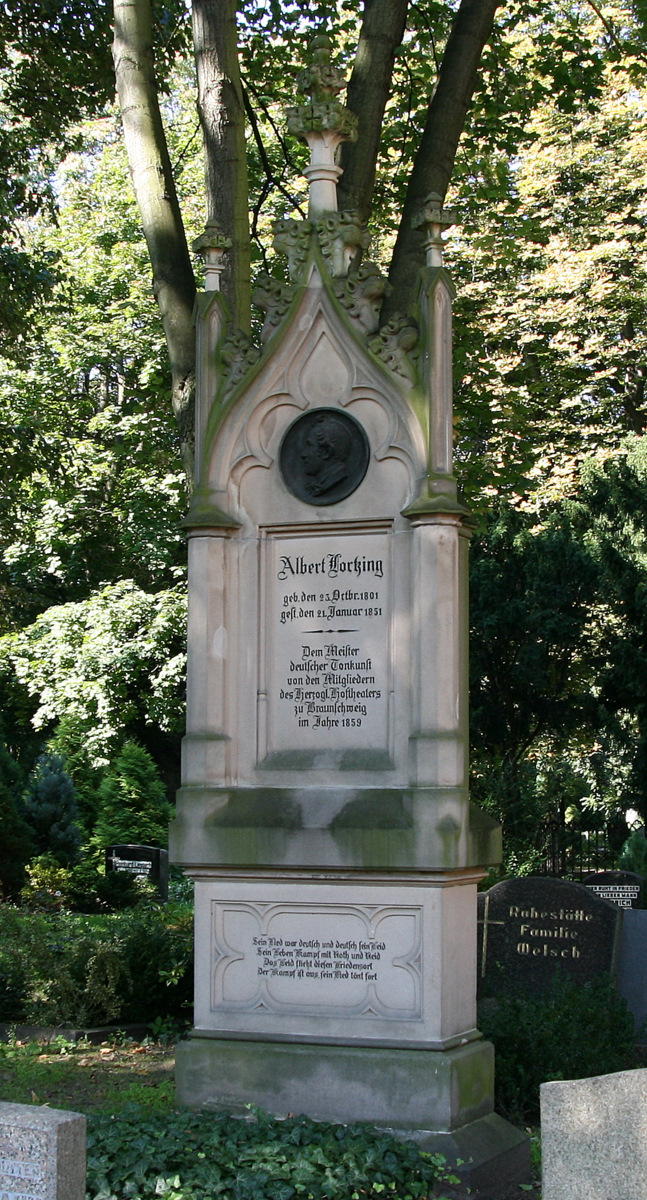
Lortzingova hrobka v Berlíně

## Dílo
Většina Lortzingova díla je určena pro jeviště. Nejznámější jsou jeho singspiely „Zar und Zimmermann“ (1837) a „Der Wildschütz“ (1842), ale zkomonoval i romantickou operu „Undine“ (1845), revoluční operu „Regina“ (1848) a oratorium „Die Himmelfahrt Christi“ (1828). Kromě oper napsal mnoho scénické hudby k činohrám a řadu písní a sborů. Velmi zřídka se v jeho díle vyskytuje hudba instrumentální.
Jeho tvorba byla silně ovlivněna dílem W. A. Mozarta. Je naopak pravděpodobné, že opera „Hans Sachs“ inspirovala Richarda Wagnera k opeře „Mistři pěvci norimberští“ a že Lortzingovy komické opery ovlivnily tvorbu Johanna Strause mladšího.

### Opery a singspiely
- Ali Pascha von Janina oder Die Französen in Albanien (singspiel, libretto: Albert Lortzing, Münster 1. 2. 1828 Stadttheater)
- Der Pole und sein Kind oder Der Feldwebel vom IV. Regiment (vaudeville, libreto: Albert Lortzing, Osnabrück 11. 10. 1832)
- Der Weihnachtsabend (vaudeville, libreto: Albert Lortzing, Münster, 21. 12. 1832
- Szenen aus Mozarts Leben (singspiel, na melodie z díla W. A. Mozarta, libreto: Albert Lortzing, Osnabrück, 1832)
- Andreas Hofer (singspiel, podle Karl Immermanns: Trauerspiel in Tirol, libreto: Albert Lortzing, Mainz 14. 4. 1887 Stadt Theater)
- Die beiden Schützen (komická opera, podle Gustav Cords: "Die beiden Grenadiere", libreto: Albert Lortzing, Lipsko 20. 3. 1837
- Die Schatzkammer des Ynka (tragická opera, 1839, ztraceno)
- Zar und Zimmermann oder Die beiden Peter (komická opera, podle Mélesville, Jean-Toussaint Merle a Eugène Cantiran de Boirie: Le Bourgmestre de Sardam ou Les deux Pierres, libreto: Albert Lortzing, Lipsko, 22. 12. 1837)
- Caramo oder Das Fischerstechen (komická opera, podle Eugène Prosper Prévosts: Oper Cosimo, libreto: Albert Lortzing, Lipsko, 20. 9. 1839)
- Hans Sachs (komická opera podle Johann Ludwig Franz Deinhardsteins: Hans Sachs, libretto: Albert Lortzing, Philipp Reger and Philipp Jakob Düringer, 23. 6. 1840, Lipsko)
- Casanova (komická opera, podle Varin, Etienne Arago a Desverges: Casanova in Fort Saint-André, libreto: Albert Lortzing, 31. 12. 1841)
- Der Wildschütz oder Die Stimme der Natur (Pytlák, komická opera podle August von Kotzebue: Der Rehbock, libreto: Albert Lortzing, premiéra: Lipsko, 31. 12. 1842
- Undine (romantická opera podle Friedricha de la Motte Fouquého: Undine, libreto: Albert Lortzing, Magdeburg, 21. 4. 1845)
- Der Waffenschmied (Zbrojíř, komická opera podle Friedrich Wilheim von Ziegler: "Liebhaber und Nebenbuhler in einer Person", libreto: Albert Lortzing, Vídeň, 20. 5. 1846)
- Zum Großadmiral (komická opera podle Alexandre Duval: La jeunesse de Henri V, libreto: Albert Lortzing, Lipsko, 13. 12 1847)
- Regina (revoluční opera, libreto: Albert Lortzing, Berlín, 21. 3. 1899)
- Rolands Knappen oder Das ersehnte Glück (romanticko-komická opera podle Johann Karl August Musäus: Rolands Knappen, libreto: Albert Lortzing, Georg Meisinger a Carl Haffner, Lipsko, 25. 5. 1849)
- Die Opernprobe oder Die vornehmen Dilettanten (komická opera podle J. F. Jünger: Die Komödie aus dem Stegreif, libreto: Albert Lortzing, Frankfurt am Main, 20. 1. 1851
- Der Amerikaner (komická opera podle Camillo Federici: La cambiale di matrimonio, nedokončeno)
- Cagliostro (komická opera podle Adolphe Adam: Cagliostro, nedokončeno)

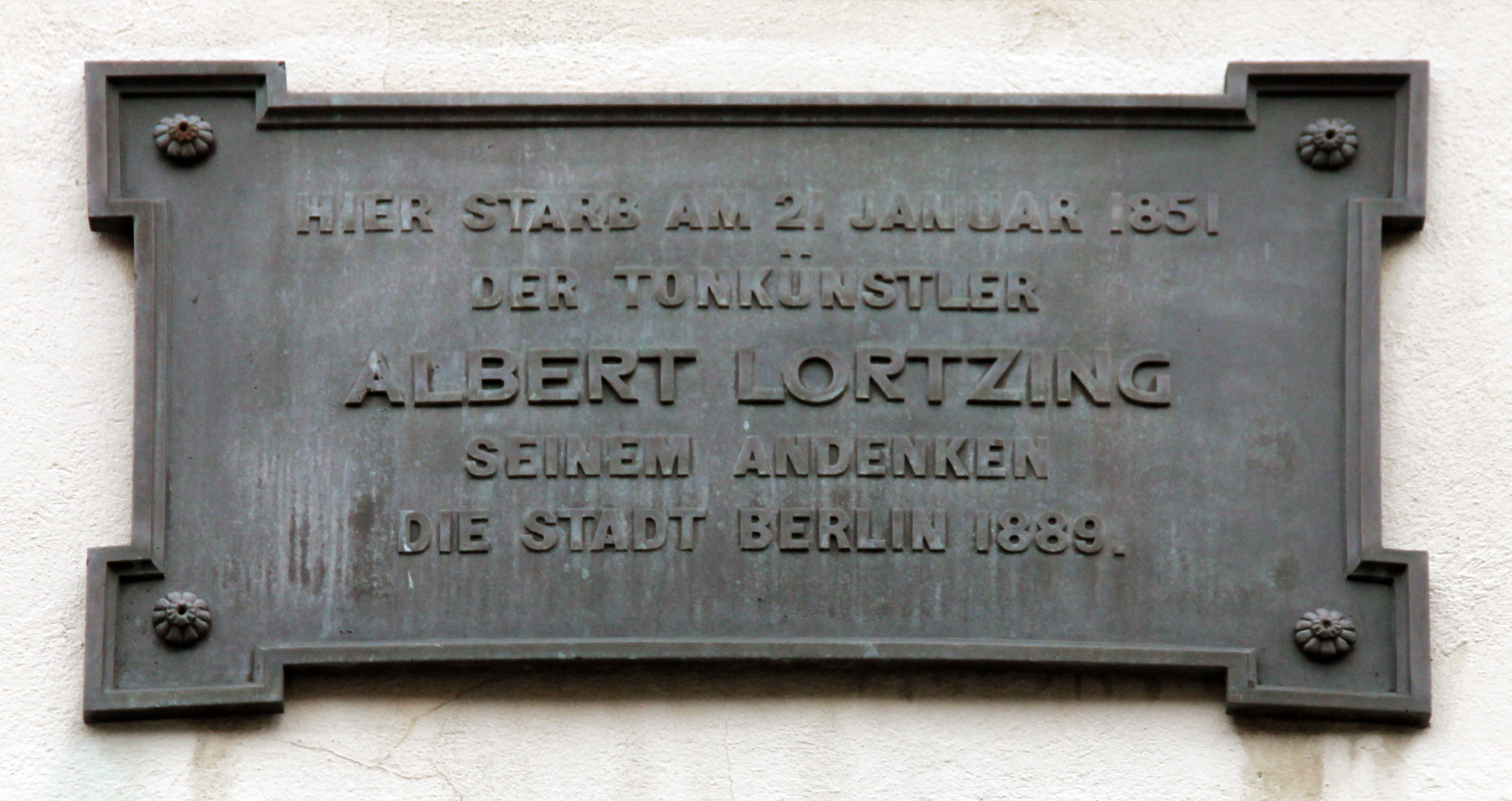
Pamětní deska v Berlíně